# Sitticus japonicus
Sitticus japonicus là một loài nhện trong họ Salticidae.
Loài này thuộc chi Sitticus. Sitticus japonicus được Kyukichi Kishida miêu tả năm 1910.